# Maske in Blau (1943)
Maske in Blau ist eine deutsche Musikkomödie aus dem Jahr 1943 des Regisseurs Paul Martin. Der Film hatte am 15. Januar 1943 Premiere. Der Film nimmt Bezug auf die von Fred Raymond geschriebene Operette Maske in Blau.

## Handlung
Gitta Stadelmann ist die Tochter des schrulligen Tiermalers Sebastian Stadelmann. Gitta singt und tanzt während der Hausarbeit und wird durch das offene Fenster zufällig von Georg Harding, einem Operettenkomponisten, beobachtet. Dieser ist begeistert von der Vorführung und Gittas Talent und schmeichelt sich bei Gitta ein. Er verspricht, ihr gegen den Widerstand des Vaters zu einer Karriere am Theater zu verhelfen.
Harding will, dass der Theaterdirektor Bommerlund Gitta für die von Harding komponierte Operette „Maske in Blau“ engagiert. Bis zum Engagement von Gitta müssen aber noch einige Hürden überwunden werden, verantwortlich dafür sind der Textdichter Stanzinger und der Etagenchef Seehauser.

## Filmmusik
Die Musik des Films stammt aus Raymonds gleichnamiger Operette, die Handlung des Films hat mit der der Operette allerdings nichts zu tun. Clara Tabody, die bereits 1937 in Raymonds Operette mitwirkte, singt im Film unter anderem „Sassa, Sassa“ und „Ja, das Temp'rament“.